# Sacatrapos (instrumento)
Sacatrapos es un instrumento de hierro en figura espiral o de tirabuzón que puesto a tornillo en el extremo inferior de la baqueta o baquetón se emplea para sacar los tacos y descargar las armas de fuego. 
El que se usa en artillería tiene las mismas dimensiones del calibre de la pieza a la que se destina y está fijo en un asta larga proporcionada a la profundidad del ánima de aquella.